# مرجان شیخ‌الاسلامی آل آقا
مرجان شیخ‌الاسلامی آل‌آقا (زادهٔ ۱۳۴۵ در کرمانشاه) روزنامه‌نگار و فعال سیاسی ایرانی است که به‌عنوان یکی از متهمان اصلی و فراری در پرونده بزرگ‌ترین اختلاس تاریخ ایران (پرونده فساد در پتروشیمی) قرار دارد. وی اصلی‌ترین شریک متهم ردیف اول این پرونده است. مرجان شیخ‌الاسلامی در یکی از پرونده‌های خود بیش از ۷/۴ میلیارد دلار اختلاس کرد. در این کار علی اشرف‌ریاحی، داماد محمدرضا نعمت‌زاده به او کمک کرد.

## زندگی
مرجان شیخ‌الاسلامی آل‌آقا در سال ۱۳۴۵ در کرمانشاه در خانواده‌ای از خاندان مذهبی آل‌آقا به دنیا آمد. خاندان آل‌آقا خانواده‌ای اهل تشیع و غیر کُرد است که از نوادگان محمدباقر وحید بهبهانی و فرزندش آقا محمدعلی بهبهانی روحانیان شیعهٔ اهل اصفهان تشکیل شده‌است. این خاندان در قرن نوزدهم به کرمانشاه مهاجرت کردند. پدر مرجان شیخ‌الاسلامی آل‌آقا، کمال‌الدین نام داشت. وی با مهدی خلجی که مدتی در لباس روحانیت و ساکن قم بوده، ازدواج کرد که کسوت روحانیت را رها کرده بود و به عنوان کارمند انستیتو واشینگتن برای سیاست خاور نزدیک، تا ۲۲ دسامبر ۲۰۲۳ کار می‌کرده و از تحریم سپاه پاسداران انقلاب اسلامی حمایت می‌کند به‌شمار می‌آید.

### همسر دوم؛ مهدی خلجی
شیخ‌الاسلامی همسر سابق مهدی خلجی است. از این جهت که یکی از این زوج (مهدی خلجی) فعال در تحریم‌ها علیه ایران و دیگری (مرجان آل آقا) فعال در دور زدن تحریم‌های ایران است و افرادی مرجان شیخ‌الاسلامی را «کاسب تحریم» خواندند. خبر این ازدواج بعد از دادگاه پرونده فساد در پتروشیمی در فضای رسانه‌ای فارسی پوشش زیادی داده‌شد.

## روزنامه‌نگاری
وی در سال‌های دهه هشتاد در روزنامه‌های اصلاح طلب از جمله صبح امروز و همبستگی به صورت حق‌التحریر فعالیت داشته و به مدیریت خبرگزاری میراث فرهنگی نیز رسید. او در خبرگزاری میراث فرهنگی (chn) هم او از افرادی استفاده کرد که خبرگزاری او را راه اندازی کرده و خیلی زود آن را به یک خبرگزاری خوب و معتبر تبدیل کردند. وی همچنین به‌عنوان مسئول گروه پارلمانی روزنامه اصلاح طلب همبستگی بود. وی همچنین عضو انجمن روزنامه نگاران حامی میراث فرهنگی در دهه هشتاد بوده‌است.

## فعالیت سیاسی
مرجان آل آقا که مدیرعامل اسبق خبرگزاری میراث فرهنگی بود، در دوران خاتمی خود را اصلاح طلب نشان می‌داد و با روی کار آمدن محمود احمدی‌نژاد به سمت اصولگرایان چرخید. او همزمان توانست در شرکت‌های نفتی هم ورود کرده و طرف عقد قراردادها قرار بگیرد. وی در انتخابات مجلس ششم به‌عنوان عضو جبههٔ مشارکت از تهران نامزد شد ولی در فهرست جبههٔ مشارکت قرار نگرفت. اینگونه که سابقه مرجان شیخ‌الاسلامی آل آقا نشان می‌دهد، روابط او محدود به یک طیف خاص سیاسی نبود و به نوعی با نزدیکی به گروه‌های سیاسی مختلف، اهداف خود را پیگیری می‌کرد. همزمان به‌عنوان خبرنگار پارلمانی روزنامه همبستگی مشغول به فعالیت بود. با روی کار آمدن دولت محمود احمدی‌نژاد به سمت اصولگرایان چرخید و در انتخابات مجلس هشتم مجدداً نامزد شده و این بار در لیست «ائتلاف اصولگرایان مستقل تهران» قرار گرفت.
در سال ۱۳۸۶ آل آقا در لیست انتخاباتی جریان اصولگرای جمعیت زنان جمهوری اسلامی برای انتخابات مجلس هشتم از تهران قرار گرفته بوده‌است.

## فعالیت اقتصادی و فسادهای مالی
مرجان شیخ الاسلامی در مرداد ۱۳۹۶ از ایران به ترکیه فرار کرد و با آنچه از ایران دزدیده بود، شرکت‌هایی در ترکیه خرید. او سپس سرمایه و زندگی اش را از ترکیه به کانادا منتقل کرد و اکنون همسر مهدی خلجی کارمند مؤسسه مطالعاتی انستیتو واشینگتن و از حامیان تحریم سپاه پاسداران انقلاب اسلامی است. مهدی خلجی و شیخ الاسلامی از هم جدا شده‌اند و شیخ الاسلامی هم‌اکنون در کانادا به سر می‌برد. نام وی به‌عنوان متهم در ۲ پروندهٔ بزرگ فساد مالی در ایران مطرح است.
طبق گزارش روزنامهٔ شرق وی همزمان با فعالیت در روزنامهٔ همبستگی وابسته به حزب اصلاح‌طلب همبستگی، با بقایی و احمدی‌نژاد لابی نفتی می‌کرده‌است.

### پروندهٔ اختلاس از شرکت سپانیر
وی در سال‌های پایانی دههٔ هشتاد وارد فعالیت اقتصادی در عرصهٔ نفت و گاز به بهانهٔ دور زدن تحریم‌ها شده و به بهانهٔ دور زدن تحریم‌ها با شرکت سپانیر (یکی از زیر مجموعه‌های قرارگاه خاتم‌الانبیاء) وارد معامله گردیده و وجوهی را برای وارد کردن کالاهای تحریمی برای این شرکت دریافت کرد اما بدون تحویل‌دادن کالاها از ایران خارج شده و به کانادا رفت و به فعالیت اقتصادی در آنجا مشغول گردید.

### پروندهٔ شرکت بازرگانی پتروشیمی
در اسفند ۱۳۹۷ نیز که پس از ۷ سال پروندهٔ اتهامات مدیرعامل پیشین شرکت بازرگانی پتروشیمی در شعبهٔ سوم دادگاه ویژهٔ رسیدگی به جرائم اخلالگران و مفسدان اقتصادی نام وی به‌عنوان مدیرعامل «شرکت بازرگانی دنیز و هترا تجارت» در میان فهرست ۱۳ متهم قرار داشت. آل آقا متهم ردیف دوم این پرونده است.
وی در این دادگاه به مشارکت اخلال در نظام اقتصادی کشور به میزان ۳۱۸ میلیارد و ۶۳۷ میلیون و ۲۷۵ هزار تومان، و تحصیل مال نامشروع به مبلغ ۷ میلیون و ۶۵ هزار و ۵۲۹ یورو و ۸ میلیون و ۷۱۰ هزار و ۳۸۴ دلار متهم گردید.
در نخستین جلسهٔ دادگاه نمایندهٔ دادستان گفت: «نحوهٔ قرارداد همکاری میان شرکت PCC و دنیز شرکت PCC به نمایندگی رضا حمزه‌لو و شرکت دنیز به نمایندگی مرجان شیخ‌الاسلامی آل آقا معرفی و قرارداد به امضای آن‌ها رسیده‌است و موضوع قرارداد واریز وجوه و حواله‌های ارزی ناشی از صادرات کشور به اقصی نقاط دنیا بوده‌است که اولاً در این ماده مشخص نیست چه تضمینی برای واریز مبالغ وجود دارد و اخذ تضمین پیش‌بینی نشده‌است در حالی که عدم درج هرگونه تضمین بر اساس قانون قابل توجیه نیست. در این توافق اشکالات و ایرادات دیگری وجود دارد مبنی بر اینکه در ابتدا شرکت دنیز به عنوان خریدار است که عکس آن این شرکت صرفاً فروشنده است و با توجه به اینکه انتقال وجوه ارزی از شرکت PCC شانگ‌های به شرکت دنیز است هیچ مواردی در قرارداد مشخص نشده‌است.»
بر اساس دادستان پرونده؛ مرجان شیخ‌الاسلامی آل آقا شریک اصلی رضا حمزه‌لو، مدیرعامل پیشین شرکت سرمایه‌گذاری پتروشیمی و متهم ردیف اول است. دادستان پرونده گفت: این متهم ۶۵۹ میلیون و ۹۳۴ هزار و ۷۶۳ یورو ارز منتقل شده از خارج را به حساب شرکت دنیز ترکیه (متعلق به مرجان شیخ‌الاسلامی آل آقا، شریک اصلی رضا حمزه‌لو) واریز و بخشی از آن را به صورت ارز خارجی به شرکت‌های خود منتقل کرده‌است و مابقی این مبلغ به میزان ۳۴۷ میلیون و ۲۳۸ هزار ۳۱۳ یورو را که منشأ خارجی داشته‌است به داخل منتقل کرده‌است. شیخ‌الاسلامی آل آقا در مارس ۲۰۱۹ در تماسی که بی‌بی‌سی فارسی با او داشت، حاضر به انجام مصاحبه نشد و گفت: «چون پرونده در جریان است حاضر به مصاحبه نیستم.»
یکی از متهمان تحت تعقیب قرار گرفته در این دادگاه علی اشرف ریاحی که بر اساس کیفرخواست دادگاه نقش اساسی در سوءاستفاده از پول‌های پتروشیمی داشته‌است. وی داماد محمدرضا نعمت‌زاده وزیر پیشین صنعت و مشاور کنونی وزیر نفت بیژن نامدار زنگنه است.

### اقدامات تهدیدآمیز
در ۶ مرداد ۱۳۹۹، اسدالله مسعودی‌مقام، قاضی رسیدگی‌کننده به پروندهٔ اتهامات «شرکت بازرگانی پتروشیمی»، گفت مرجان شیخ‌الاسلامی و علی اشرف‌ریاحی، داماد محمدرضا نعمت‌زاده دو متهم پرونده نسبت به قضات محکمه «اقدامات تهدیدآمیز» انجام داده‌اند. او چهاردهمین جلسهٔ رسیدگی به این پرونده از این دو متهم خواست که از «مزاحمت‌های تلفنی به شعبه خودداری» کنند و «اموال به تاراج رفته از بیت‌المال» را برگردانند.
قاضی مسعودی همچنین با اشاره به برخی از تخلفات اقتصادی شبکهٔ درگیر پروندهٔ پتروشیمی گفت به برخی از مدیران شرکت‌های وابسته به این افراد در آلمان حقوق‌هایی داده شده‌است که از حقوق صدراعظم آلمان بیشتر است. به گفتهٔ این قاضی، چنین مبالغی در حالی پرداخت شده‌است که این شرکت «یک ریال خروجی نداشته‌است». او همچنین گفت این افراد در امارات نیز «میلیاردها تومان از این پول‌ها را صرف دعاوی صوری» کرده‌اند.